# بهرام خیل
بهرام خیل (به انگلیسی: Behram Khel) یک منطقهٔ مسکونی در پاکستان است که در خیبر پختونخوا واقع شده‌است.